# Hatsek Ignác

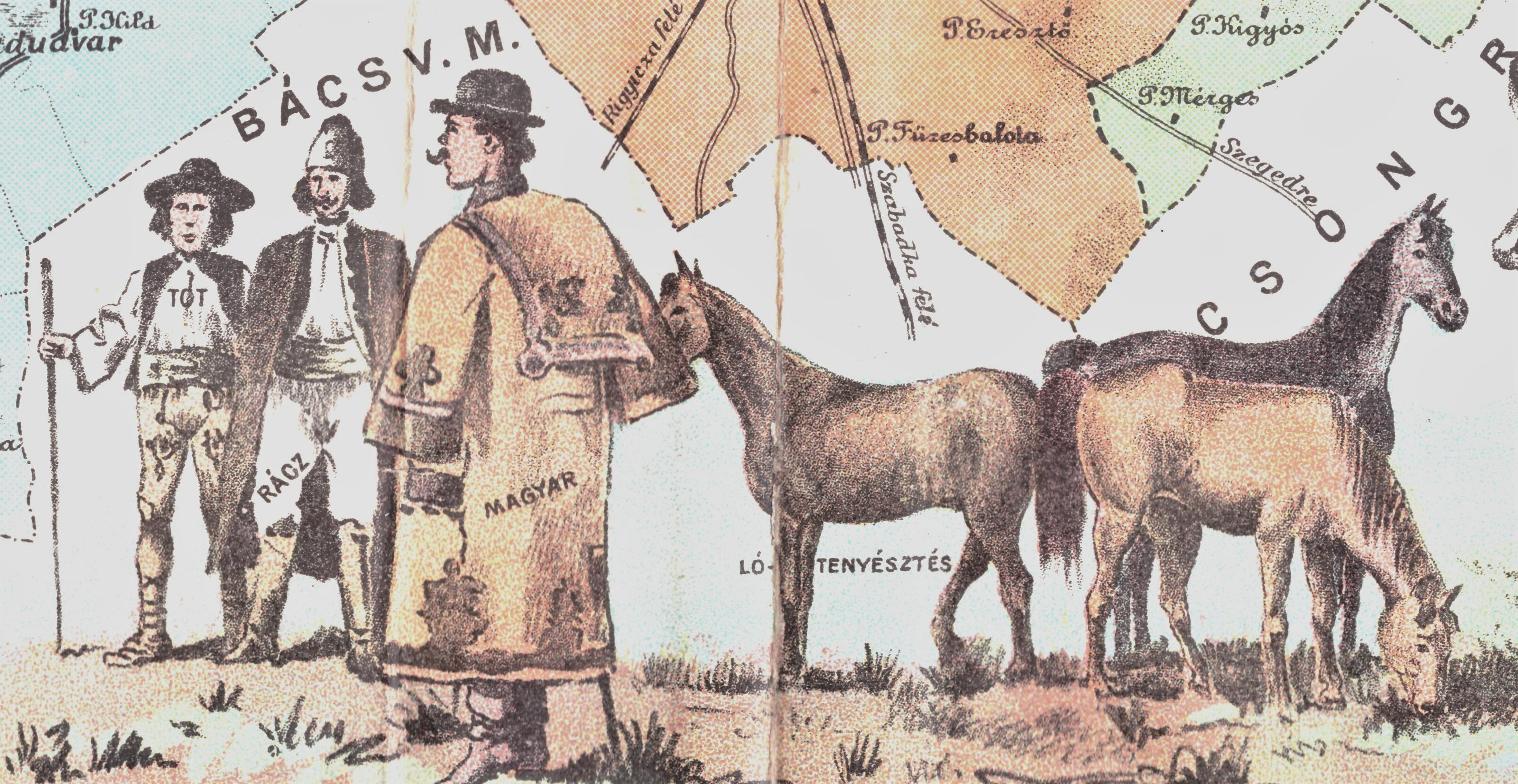
Térkép illusztrációja

Hatsek Ignác, névváltozata: Hatschek (Vágújhely, 1828. április 7. – Budapest, Erzsébetváros, 1902. március 5.) magyar kartográfus.

## Élete
Olmützben, majd Budán végezte a műegyetemet. Az 1848–49-es forradalom és szabadságharcban mint főhadnagy vett részt és fogságba esett. Szabadulása után a Bécsi Geográfiai Intézetben dolgozott, ahonnan a kiegyezés után Budapestre költözött. Eleinte a pénzügyminisztériumban, később a a kereskedelmi minisztériumban működött, majd a Statisztikai Hivatal szolgálatába állt. Több száz térképet tervezett nagy szaktudással és pontossággal. A magyar kartográfia egyik megalapozója. Számos kitüntetést kapott élete során.
Felesége Schwartz Emma volt. 
Leányai:
- Hatsek Izabella (Bécs, 1866 – Budapest, 1910), Vajna (Weisz) Ödön államvasúti hivatalnok felesége.
- Hatsek Kornélia (1869–?), Polatschek Hugó kesztyűgyáros felesége.[6]